# مادية (نبات)
المَادِيَة هو جنس من الأعشاب العطرية الحولية أو المعمرة عادة ذو أزهار صفراء ضمن الفصيلة النجمية.